# Mbark Boussoufa
Moubarak (Mbark) Boussoufa (Amsterdam, 15 augustus 1984) is een Nederlands-Marokkaans voormalig profvoetballer. De aanvallende middenvelder speelde in België bij KAA Gent en RSC Anderlecht, en in Rusland bij Anzji Machatsjkala en Lokomotiv Moskou. In zijn nadagen als profspeler trok hij naar het Midden-Oosten, waar hij speelde voor Al-Jazira Club, Al-Shabab en Al-Sailiya om vervolgens in 2020 te stoppen met voetballen. Hij won drie landstitels en drie landsbekers in zijn voetbalcarrière en kreeg in België tweemaal de Gouden Schoen als beste voetballer. Boussoufa speelde tussen 2006 en 2019 zeventig interlands voor het Marokkaans voetbalelftal, waarin hij acht keer scoorde.

## Clubcarrière

### Jeugd
Boussoufa groeide op in een Marokkaans gezin in Amsterdam-Oost. Hij begon zijn voetbalcarrière in 1993 bij de lokale amateurclub ASV Middenmeer. Een jaar later ging de jonge dribbelaar voor het nabije ASV Fortius voetballen, waar scouts van AFC Ajax hem ontdekten. Bij de Nederlandse recordkampioen doorliep hij vervolgens de volledige jeugdopleiding, waar hij met onder anderen Nigel de Jong, Wesley Sneijder en Hedwiges Maduro samenspeelde. In 1997 kende hij er op 13-jarige leeftijd een opvallend moment door net voor een thuiswedstrijd van de A-ploeg in de Amsterdam Arena tijdens een wedstrijdje jongleren 900 keer de bal hoog te houden zonder de grond te raken.
Scouts van het Engelse Chelsea kwamen hem in 2001 op het spoor na een buitenlands toernooi met Ajax. Boussoufa tekende er een contract na een stageperiode. De club uit Londen zat in financiële moeilijkheden en trok op dat moment de kaart van de jeugd. Boussoufa was echter nog te jong en werkte zijn eerste seizoen bij de invallers af. In het daaropvolgende seizoen trainde de Marokkaanse middenvelder samen met de hoofdmacht van Chelsea en was hij aanvoerder van Chelsea-2.
In de zomer van 2003 nam de Russische oliebaron Roman Abramovitsj Chelsea over, net op het moment dat Boussoufa dicht aanleunde bij zijn debuut in de Engelse Premier League. De Rus trok heel wat sterren aan, waardoor zijn kans verkeken was. Boussoufa werkte dat seizoen af bij de invallers, waarna in onderling overleg met de Londense club zijn contract werd verbroken. Ook al speelde hij geen wedstrijden voor het eerste team, leerde de kleine middenvelder veel van grote voetballers zoals Gianfranco Zola.

### België
Boussoufa ging aan de start van het seizoen 2004/05 op zoek naar een nieuwe club. Na een test bij KAA Gent in België tekende hij er een klein contract voor één seizoen. De aanvallende middenvelder startte het seizoen 2004/05 veelbelovend, waarop zijn contract na enkele maanden werd opgewaardeerd en verlengd tot 2008. Hij werd dat seizoen tweede in de "Jonge Prof van het jaar", na Vincent Kompany en voor Benjamin De Ceulaer.
In 2005/06 kwam Boussoufa meer tot ontbolstering onder de hoede van hoofdtrainer Georges Leekens. Hij werd een belangrijke pion voor KAA Gent, en zijn populariteit bereikte een hoogtepunt na zijn drie goals in de topper tegen landskampioen Club Brugge, die Gent met 4-1 won. Op 24 april won hij Ebbenhouten Schoen. Daarnaast werd hij ook Profvoetballer van het Jaar 2006, Jonge Profvoetballer van het Jaar in 2006 en kreeg de prijs van de supporter in hetzelfde jaar.
Boussoufa genoot tijdens het seizoen 2004/05 interesse van RSC Anderlecht. Uiteindelijk kocht de Brusselse club hem en op 6 juni 2006 tekende hij er een contract voor vier seizoenen. De middenvelder speelde er met het rugnummer 11. Hij werd op 17 januari 2007 bekroond met de Gouden Schoen, de meest prestigieuze sporttrofee voor de beste voetballer in België in 2006. De kleine Marokkaan voetbalde eerst nog in de schaduw van Ahmed Hassan, maar groeide uiteindelijk uit tot de sterkhouder van het team. Hij werd in zowel 2009 als 2010 uitgeroepen tot Profvoetballer van het Jaar. Boussoufa stond ook bekend als de Koning van de Assists. Hij won de Gouden Schoen voor de tweede keer in 2011. Met Anderlecht won Boussoufa twee landstitels en eenmaal de Beker van België.
Voor de aanvang van het seizoen 2010/11 en tijdens de winterstop kon Boussoufa rekenen op de interesse van enkele buitenlandse clubs, waaronder het Duitse VfB Stuttgart, maar echt concrete aanbiedingen bleven uit. Het Russische Anzji Machatsjkala begon in het voorjaar van 2011 gedurende enkele maanden te onderhandelden met de Marokkaanse middenvelder.

### Rusland

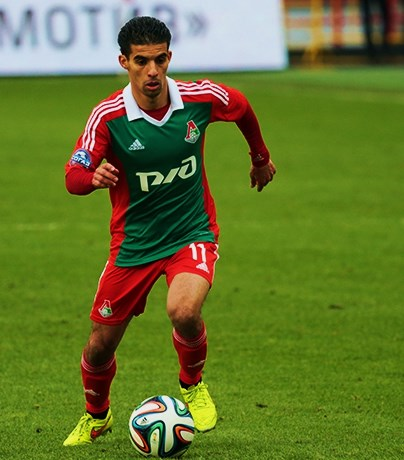
Boussoufa in actie voor Lokomotiv Moskou, november 2014.

Op 11 maart 2011 lieten Boussoufa en zijn club RSC Anderlecht weten dat hij de overstap maakte naar Anzji Machatsjkala, een club uit Dagestan dat uitkwam in de Russische hoogste competitie Premjer-Liga. De Brusselse club ontving acht miljoen voor hem. Hij speelde twee seizoenen voor Anji, dat nadien in financiële moeilijkheden kwam. In het seizoen 2013/14 stapte hij na enkele speeldagen over naar concurrent Lokomotiv Moskou. Even voordien waren ook al drie Russische internationals van Anzji naar Dinamo Moskou vertrokken. In 2015 scoorde hij de tweede goal in de gewonnen bekerfinale tegen Koeban Krasnodar. De zomer datzelfde jaar toonde RSC Anderlecht concrete interesse om Boussoufa terug naar België te halen. Die transfer sprong na lang onderhandelen op het allerlaatst moment af, waardoor Lokomotiv uit onvrede Boussoufa verbande naar de reserven. Om terug aan spelen toe te komen, vertrok hij een half jaar later op 1 februari 2016 naar KAA Gent om er op huurbasis tot het einde van het seizoen 2015/16 te blijven. Daarna liep ook zijn contract bij Lokomotiv af.

### Midden-Oosten
Boussoufa tekende in juli 2016 een contract bij Al-Jazira Club in de Verenigde Arabische Emiraten, waarmee hij in 2017 landskampioen werd. In januari 2019 verbond hij zich aan Al-Shabab uit Saoedi-Arabië. In augustus 2019 ging hij in Qatar voor Al-Sailiya spelen, waar hij in juli 2020 zijn voetbalcarrière beëindigde.

## Statistieken
| Club               | Seizoen | Competitie          | Competitie | Competitie | Beker | Beker | Internationaal | Internationaal | Totaal | Totaal |
| Club               | Seizoen | Competitie          | Wed        | Goals      | Wed   | Goals | Wed            | Goals          | Wed    | Goals  |
| ------------------ | ------- | ------------------- | ---------- | ---------- | ----- | ----- | -------------- | -------------- | ------ | ------ |
| KAA Gent           | 2004/05 | Eerste klasse       | 29         | 5          | 3     | 0     | 0              | 0              | 32     | 5      |
| KAA Gent           | 2005/06 | Eerste klasse       | 28         | 9          | 3     | 1     | 6              | 0              | 37     | 10     |
| RSC Anderlecht     | 2006/07 | Eerste klasse       | 33         | 8          | 5     | 2     | 6              | 0              | 44     | 10     |
| RSC Anderlecht     | 2007/08 | Eerste klasse       | 22         | 5          | 6     | 2     | 8              | 0              | 36     | 7      |
| RSC Anderlecht     | 2008/09 | Eerste klasse       | 33         | 11         | 2     | 0     | 2              | 0              | 37     | 11     |
| RSC Anderlecht     | 2009/10 | Eerste klasse       | 36         | 14         | 4     | 1     | 13             | 3              | 53     | 18     |
| RSC Anderlecht     | 2010/11 | Eerste klasse       | 23         | 10         | 0     | 0     | 9              | 1              | 32     | 11     |
| Anzji Machatsjkala | 2011/12 | Premjer-Liga        | 38         | 7          | 1     | 0     | —              | —              | 39     | 7      |
| Anzji Machatsjkala | 2012/13 | Premjer-Liga        | 26         | 4          | 4     | 0     | 14             | 2              | 44     | 6      |
| Anzji Machatsjkala | 2013/14 | Premjer-Liga        | 4          | 0          | 0     | 0     | 0              | 0              | 4      | 0      |
| Lokomotiv Moskou   | 2013/14 | Premjer-Liga        | 21         | 2          | 0     | 0     | —              | —              | 21     | 2      |
| Lokomotiv Moskou   | 2014/15 | Premjer-Liga        | 17         | 1          | 3     | 3     | 0              | 0              | 20     | 4      |
| Lokomotiv Moskou   | 2015/16 | Premjer-Liga        | 1          | 0          | 0     | 0     | 0              | 0              | 1      | 0      |
| → KAA Gent         | 2015/16 | Eerste klasse       | 11         | 2          | 0     | 0     | 0              | 0              | 11     | 2      |
| Al-Jazira Club     | 2016/17 | VAE Liga            | 21         | 4          | 3     | 3     | 4              | 1              | 28     | 8      |
| Al-Jazira Club     | 2017/18 | VAE Liga            | 16         | 3          | 3     | 0     | 7              | 0              | 26     | 3      |
| Al-Shabab          | 2018/19 | Professional League | 13         | 1          | 1     | 0     | 0              | 0              | 14     | 1      |
| Al-Sailiya         | 2019/20 | Qatari League       | 15         | 3          | 0     | 0     | 1              | 0              | 16     | 3      |
| Totaal             | Totaal  | Totaal              | 383        | 89         | 38    | 12    | 70             | 7              | 491    | 108    |

## Interlandcarrière
Boussoufa werd in 2006 voor het eerst opgeroepen voor het Marokkaans voetbalelftal, voor een oefeninterland tegen de Verenigde Staten. Ondanks de interesse van de Nederlandse bondscoach Marco van Basten gaf Boussoufa aan uit te zullen blijven uitkomen voor Marokko. Deze beslissing werd onherroepelijk na zijn basisplaats in een kwalificatiewedstrijd voor de African Nations Cup tussen Marokko en Malawi. Deze eerste officiële interland met inzet leverde de middenvelder ook zijn eerste doelpunt op voor de Atlas Lions. Hij scoorde de 2–0 tijdens de tweede helft en zette zo meteen ook de eindstand op het bord. Boussoufa nam met Marokko deel aan het Afrikaans kampioenschap 2012, het Afrikaans kampioenschap 2017, het WK 2018 en het Afrikaans kampioenschap 2019. Direct na afloop van het laatste toernooi, maakte hij bekend dat hij stopte als international.

## Erelijst
| Competitie         |                |                  |                |                |
| Competitie         | Aantal         | Jaren            |                |                |
| RSC Anderlecht     | RSC Anderlecht | RSC Anderlecht   | RSC Anderlecht | RSC Anderlecht |
| ------------------ | -------------- | ---------------- | -------------- | -------------- |
| Eerste klasse      | 2x             | 2006/07, 2009/10 |                |                |
| Beker van België   | 1x             | 2007/08          |                |                |
| Belgische Supercup | 3x             | 2006, 2007, 2010 |                |                |
| Lokomotiv Moskou   |                |                  |                |                |
| Beker van Rusland  | 1x             | 2014/15          |                |                |
| Al-Jazira          |                |                  |                |                |
| VAE Liga           | 1x             | 2016/17          |                |                |

| Individueel                       |    |                  |
| Gouden Schoen                     | 2x | 2006, 2010       |
| Profvoetballer van het Jaar       | 3x | 2006, 2009, 2010 |
| Ebbenhouten Schoen                | 3x | 2006, 2009, 2010 |
| Jonge Profvoetballer van het Jaar | 1x | 2006             |
| Man van het Seizoen               | 1x | 2006             |

## Documentaire
In 2015 kwam de documentaire Voetbalmiljonair uit Oost onder regie van Carin Goeijers uit over zijn tijd als voetballer in Rusland. Het schept een donker beeld van een eenzame voetballer in een ver land. De documentaire kreeg goede kritieken, maar Boussoufa zelf vond het overdreven dramatisch. Hij kende ook goede tijden in Rusland, maar die werden volgens hem uit de film weggelaten.